# Mozeskerk (Biezelinge)
De Mozeskerk is een protestantse kerk van de Nederlandse Hervormde Kerk in Biezelinge in de provincie Zeeland.

## Geschiedenis
Een eerste kapel werd op dezelfde plaats gebouwd toen in 1246 het Jonkvrouwenklooster Jeruzalem gesticht werd. De kapel werd uitgebreid in 1459 tot een bedehuis met een toren en twee koren. In 1529 werd een parochiekerk gebouwd die gewijd was aan Sint-Barbara. Na de reformatie namen de protestanten in 1659 bezit van de kerk.
De neogotische toren werd gebouwd in 1877-1878 naar ontwerp van J.H. Hanninck ter vervanging van de oude toren die afgebroken werd. In 1908 werd de vervallen kerk uit het einde van de Middeleeuwen afgebroken en een nieuwe kerk gebouwd naar de plannen van  architect Jan Verheul, waarbij de toren bewaard bleef.
De kerk kreeg in 1997 de status van rijksmonument. In 2002 werd het gebouw een eerste maal gerestaureerd en in 2013 volgde een nieuwe restauratie door de PKN na het samenvoegen van de Nederlandse Hervormde Kerk en de Gereformeerde Kerken in Nederland.

## Omschrijving
De kerk is een gesloten zaalkerk met een ongelede kerktoren die overgaat in een achtkantige lantaarn met frontalen en torenspits. In de toren hangen twee klokken uit respectievelijk de 15e en 16e eeuw. Het schip heeft details uit de neorenaissance en aan de achterzijde bevindt zich een nieuwe consistorie.

### Interieur
De muren zijn witgepleisterd, gedekt door een houten tongewelf met langs de randen trekbalken en sjabloonschilderingen. In de kerk bevinden zich een herenbank uit 1641 en een pijporgel dat in 1909 gebouwd werd door de firma C. van Dam & Zn. uit Leeuwarden. In 2015 werd het orgel gerestaureerd door de firma Elbertse.

## Familiegraf
Ten zuiden van de kerk ligt het familiegraf van de familie Saaymans Vader met vier graven, van onder anderen J.H. Saaymans Vader († 1842), M.E. Pompe van Meerdervoort († 1842) en G.L. van Rijswijk († 1867), de twee echtgenotes van P.H. Saaymans Vader, die zelf in Eversdijk begraven ligt. Rond de natuurstenen grafzerken staat een laag bakstenen muurtje en ijzeren hekwerk. Het graf kreeg in 1997 de status van rijksmonument wegens zijn cultuurhistorisch belang en zijn ensemblewaarde.